# یودنبورگ
یودنبورگ (به آلمانی: Judenburg) یک شهر و شهرک در اتریش است که در منطقه مورتال واقع شده‌است.

## خواهرخوانده
شهرهای باندوران، ماسا کوتزیله، آلتئا، باد کوتزتینگ، بلاجو، گرانویل, هلستبرو، اوفلیز، میرسن، نیدرآنون، پروزا، سسیمبرا، شربورن، کرکیلا، اوکسلوسوند، چوجنا، کوسگ، سیگولدا، سوشیتسه، توری، استونی، زولن، پرینای، مرسسکلا، سیره، اگراس، سیپراس، شکفیا لکا و تریاونا خواهرخوانده‌های یودنبورگ هستند.